# Université Bishop's
Pour les articles homonymes, voir Bishop.

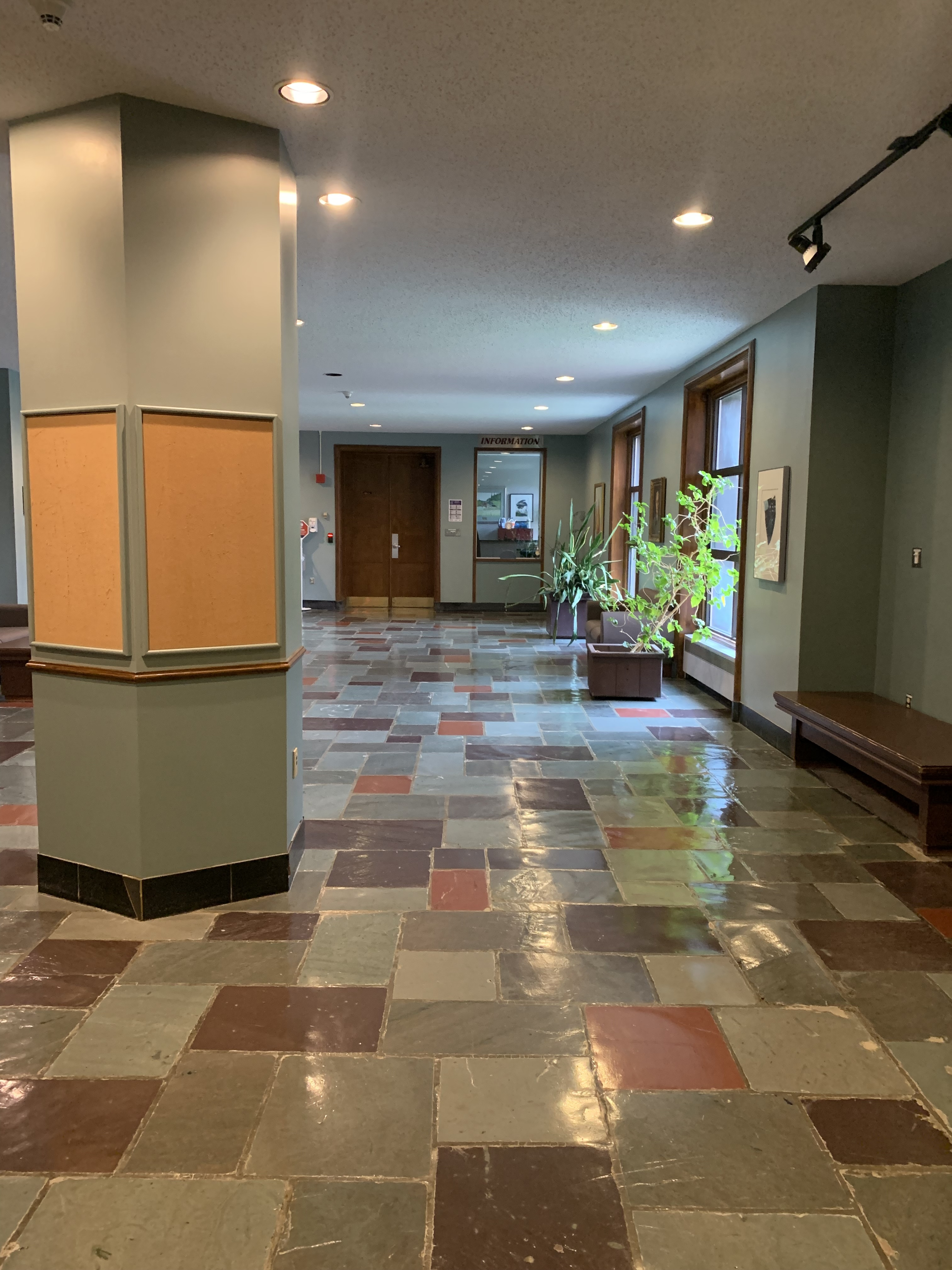
Intérieur du Bandeen Hall sur le campus de Bishop's

L'Université Bishop's est une université de langue anglaise de premier cycle située dans l'arrondissement de Lennoxville, à Sherbrooke, au Québec (Canada).
Avec 2 400 étudiants à plein temps en 2019, dont 30% des étudiants proviennent de l’extérieur du Québec . Elle est une des plus petites et des plus anciennes universités au Canada. Sa petite taille est sa marque de commerce : elle compte en moyenne 19 étudiants par professeur.
En 2006, l'Université Bishop's fut classée au premier tiers des meilleures universités au Canada avec plus de quatorze étudiants ayant obtenu la bourse Rhodes. Bishop's College School, fondée en 1836, était son école affiliée.
L'université fut proclamée la meilleure université au Canada quant à la satisfaction des étudiants par la revue Maclean's.

## Histoire

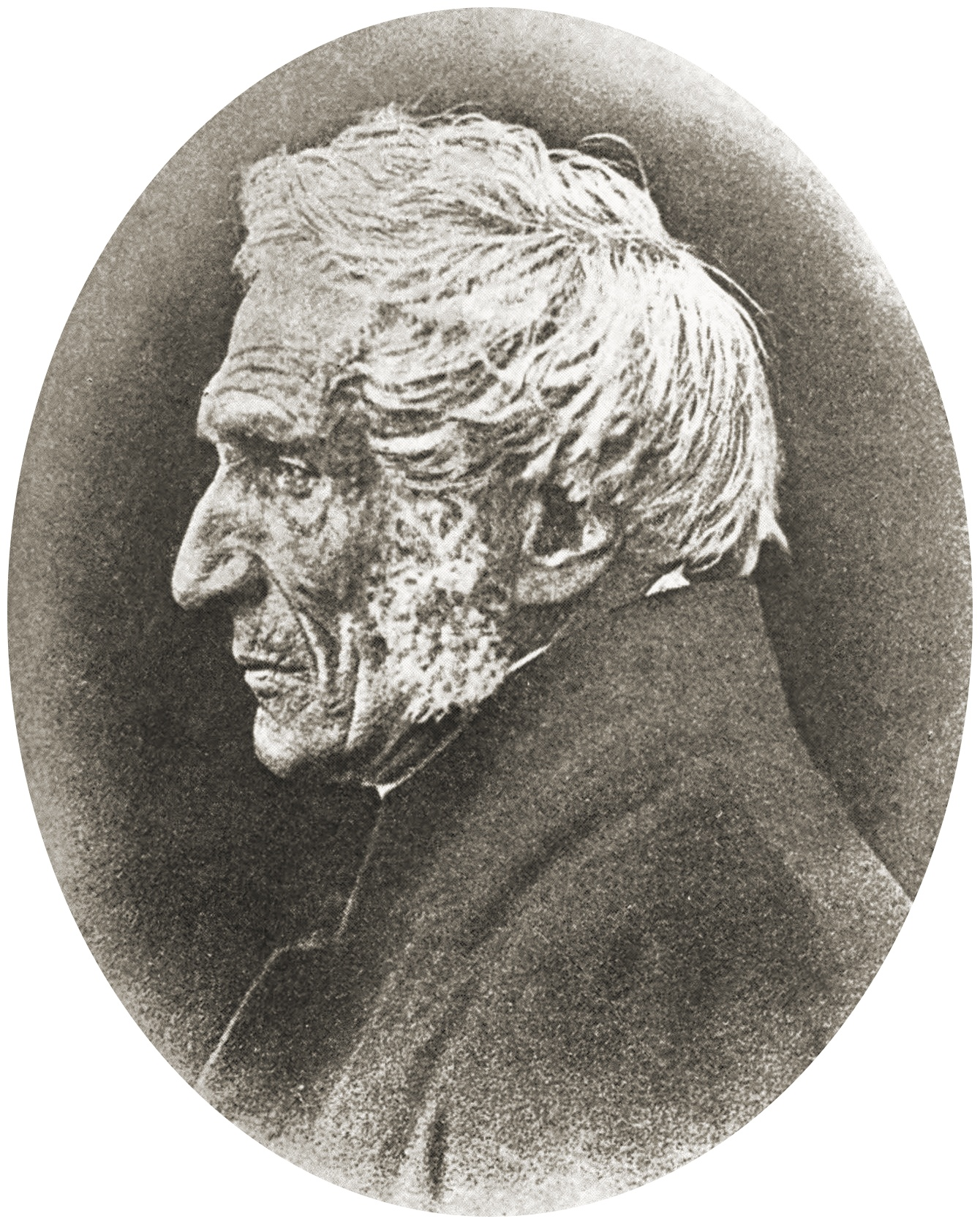
George J. Mountain

Fondée en 1843 par George Jehoshaphat Mountain, troisième évêque anglican et fils de Jacob Mountain de Québec, et le révérend Lucius Doolittle, l’université fut d'abord un collège des arts libéraux ainsi que de formation du clergé anglican. Sa fondation fut sanctionnée par un acte de l'Assemblée législative du Québec. Bishop's College School fondée en 1836 était son école affiliée.
En octobre 1845, l'enseignement débute à l'école qui porte d'abord le nom de Bishop's College  Instituée comme université par une charte royale en 1853, l'institution a le pouvoir d'accorder des grades en théologie, en droit et en médecine. En 1854, les premiers grades universitaires sont décernés. L'Université demeura sous le contrôle de l'Église d'Angleterre jusqu'en 1946. Elle est aujourd’hui autogérée par une corporation formée d'évêques anglicans des diocèses du Québec. Un sénat s'occupe des affaires universitaires.
Dans la tradition des « humanités » anglo-saxonnes, l'université ne décerne que des diplômes de premier cycle.

## Situation géographique
Son campus couvre 550 acres  au confluent de la rivière Massawippi et de la rivière Saint-François. Elle est aussi située tout près du centre-ville de l'arrondissement Lennoxville.

## Facultés
L'université est divisée en 3 facultés : L'École de gestion Williams (ou Williams School of Business), la faculté d'Éducation, puis la faculté d'Arts et Sciences (qui comprend Lettres et sciences humaines, Sciences naturelles et mathématiques de même que Sciences sociales).

## Le campus

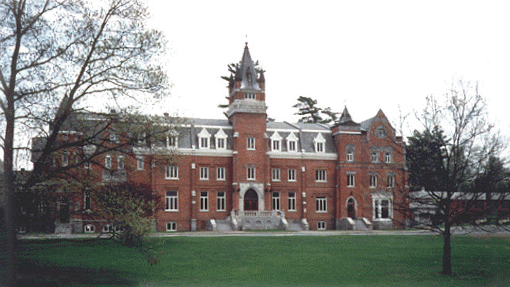
Édifice McGreer (1846) de l'Université Bishop's à Lennoxville, Québec (Canada)

Avec 550 hectares, le campus a plus de 25 bâtiments comprenant sept résidences, deux bibliothèques, deux théâtres, la Galerie d'art Foreman, un laboratoire, 10 terrains de tennis, 6 terrains de squash, 2 piscines (bassin intérieur et extérieur), 2 gymnases, 2 salles de musculation, un dojo pour les arts martiaux, un studio de danse ainsi qu'un terrain de golf.
L'Université possède deux salles de spectacles, le studio Turner et le théâtre Centennial, qui fut construit pour le centenaire du Canada en 1967.
Outre les édifices de l'Université, on retrouve celui du collège Champlain, le seul cégep de langue anglaise de la région.
L'Université comporte aussi, depuis 2022, une unité de production mobile de sirop d'érable créée par des étudiants du club d'agriculture durable sur le campus.

## La bibliothèque
En 1903, l’université démarre un fonds afin de financer la construction d’une bibliothèque et d'attribuer des bourses d’études à ses étudiants. Le projet ne se concrétise malheureusement pas, mais reprend en force en 1909 lorsqu'enfin le comité chargé des travaux approuve la construction d’une aile adjacente à un bâtiment déjà existant. Ce bâtiment conçu à l'origine par Frederick Lawford est aujourd’hui connu sous le nom d’édifice McGreer,. Cette même année est donc inaugurée la nouvelle aile abritant la nouvelle bibliothèque et les nouveaux laboratoires expérimentaux de l’université,,.
Initialement, l’université ne fait pas appel aux services d’un bibliothécaire. Un professeur de l’université occupe le poste de bibliothécaire honorifique – un travail qui s’ajoute donc à leur charge de travail d’enseignement. La supervision du local est la responsabilité d’un assistant à temps partiel – et l’accès étudiant aux ressources de la bibliothèque se limite aux heures de travail de cette personne.

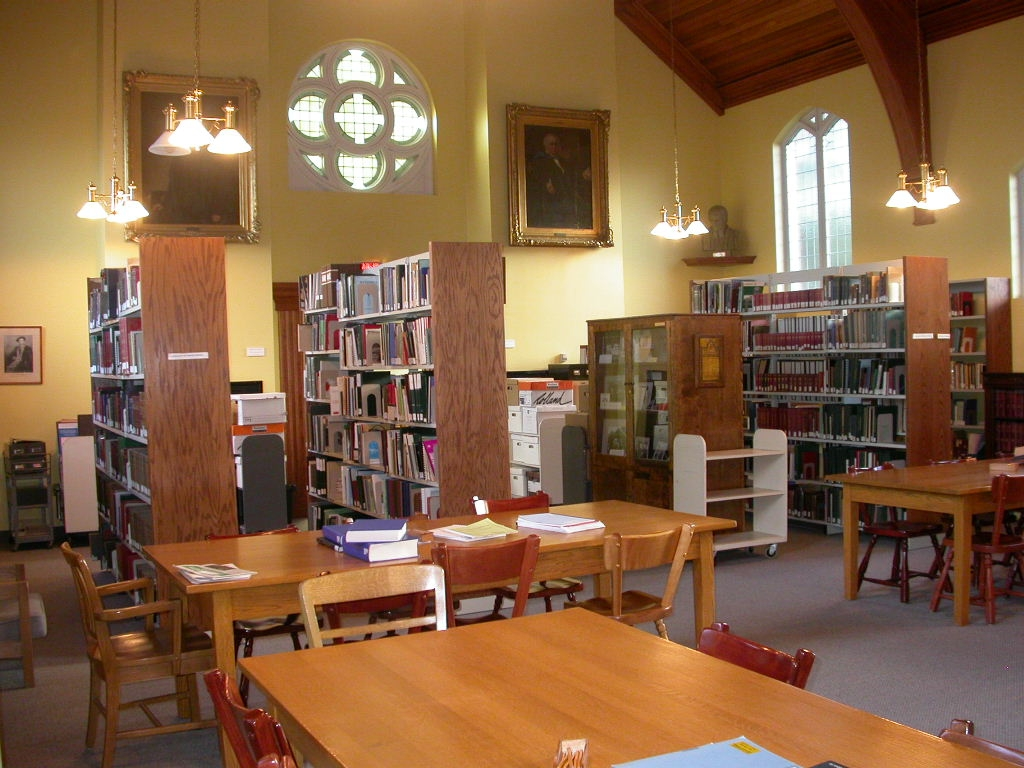
La "Old Library" au deuxième étage de l'édifice McGreer, Université Bishop's (Lennoxville, Québec)

Durant les années 1930, l’université obtient une subvention de la Fondation Carnegie grâce à l’acharnement du Professeur Raymond qui réussit à convaincre la fondation de leur offrir une somme de $1,500 par année en promettant l’embauche d’un bibliothécaire afin de procéder au catalogage de la collection de l’université – exercice qui n’avait jamais été fait auparavant. En janvier 1933, Grace Jackson débute comme assistante-bibliothécaire. Ancienne étudiante de Bishop’s ayant également complété un baccalauréat en bibliothéconomie à l'université McGill, elle commence le catalogage des 20 500 ouvrages de la collection universitaire, mais rapidement l’université reconnaît que la tâche est trop grande pour une seule personne et un second assistant à temps plein est engagé en septembre 1933. Grace Jackson est finalement nommée bibliothécaire et est remplacée par Viola Johnston en 1943 après son mariage. Les bibliothécaires embauchées par la suite ne restent pas bien longtemps : Viola Johnston quitte l’année suivante en 1944, Constance Oakley ne travaille à Bishop’s que jusqu’en 1950, une Miss Morrison ne complète pas l’année suivante et la jeune femme qui la remplace – dont le nom est inconnu, mais qui est la fille d’un membre de la faculté – se désiste après quelques mois en fonction. Le milieu est concurrentiel et le petit salaire offert par l’université est loin d’être suffisant.  
Le principal de l’université, Arthur Jewitt, réussit à augmenter le salaire offert de 1,800$ par année à 2,000$ - en plus d’offrir le logement et les repas sur le campus si le candidat est non marié. Arnold Drew Banfill est nommé au poste de bibliothécaire de l’université en 1951. Natif d’East Angus, ancien étudiant de Bishop’s et de McGill - où il complète son baccalauréat en science de l’information, il travaille comme assistant pour le directeur de la bibliothèque de droit de Harvard avant d’accepter le poste à Bishop’s. Banfill restera en fonction jusqu’en 1967. Durant ces dix années, Banfill réussit à plus que doubler la collection de l’université passant de 24,000 volumes à 52,000. Banfill est un grand amateur de Canadiana et c’est sous sa gouverne que l’université commence sa collection d’archives portant sur les Cantons de l’Est, son développement et son histoire.

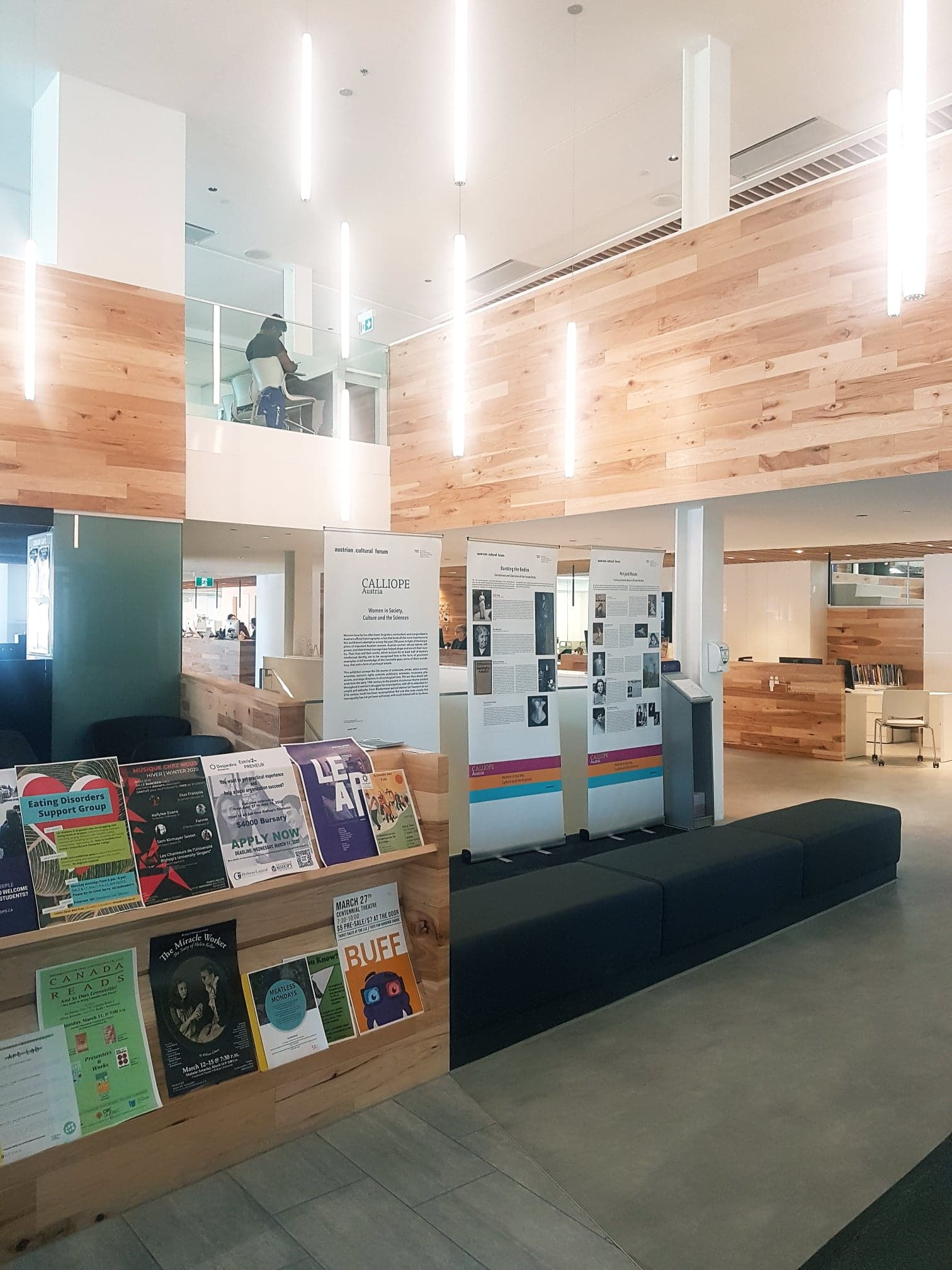
Entrée de la bibliothèque John Bassett Memorial nouvellement rénovée en 2018, Université Bishop's (Lennoxville, Québec)

Pour Banfill, il est évident que le local dédié à la bibliothèque dans l’édifice McGreer ne convient plus. En 1959 est inaugurée la nouvelle bibliothèque nommée John Bassett Memorial Library en l’honneur du Chancelier de l’université décédé en 1958,,. Ce nouveau bâtiment est par la suite agrandi en 1970 grâce, entre autres, à Arnold Banfill qui participe au développement des plans malgré ne plus être officiellement bibliothécaire auprès de l’université.
L’édifice McGreer est loué au Collège Champlain de 1971 à 1993, année durant laquelle Bishop’s se réapproprie les locaux. Le local construit en 1909 qui abritait la bibliothèque avant le déménagement de celle-ci en 1959 devient la salle de consultations des archives de l’établissement universitaire ainsi que du Centre de recherche des Cantons de l’Est Elle a depuis retrouvé son nom laissé de côté lors de l'emménagement du collège Champlain et est désormais connue sous le nom de «Old Library».

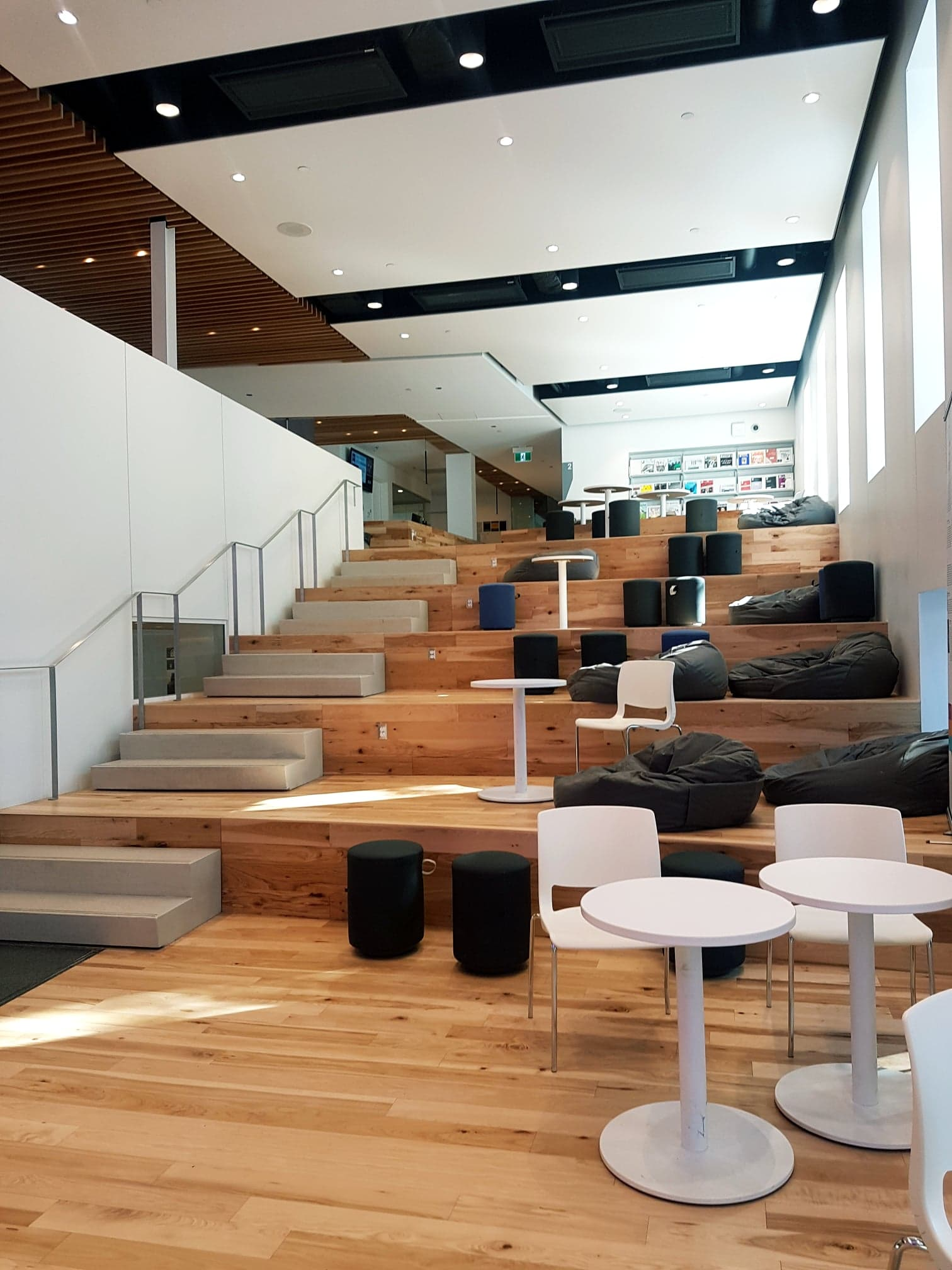
L'espace agora de la bibliothèque John Bassett Memorial nouvellement rénovée en 2018, Université Bishop's (Lennoxville, Québec)

Durant les années 2000, il devient évident pour la direction que la bibliothèque ne répond plus aux besoins grandissants des étudiants universitaires et collégiaux, des enseignants et de leurs employés. En 2014, l’université met sur pied une campagne de financement afin de rénover l’édifice. Ce nouveau projet de grande envergure totalisant 17 millions de dollars  débute en 2016. Pendant les travaux, la bibliothèque est relocalisée dans des unités modulaires et y restera jusqu’en 2018 lorsque le nouvel intérieur – qui a été complètement repensé et refait – est officiellement inauguré à la rentrée des classes en septembre sous le nom de «Library Learning Commons».

## Vie étudiante
La population étudiante constitue un des noyaux de la population de l'arrondissement et ancienne ville de Lennoxville, qui compte, en dehors de ses étudiants, une population de 5 200 habitants.
Les étudiants étrangers viennent de 60 pays différents.
Les équipes sportives se nomment les Gaiters. La mascotte de l'Université est un crocodile mauve. Les étudiants-athlètes se démarquent dans le football, le golf, le rugby, le soccer, le basketball et la crosse.

## Étudiants célèbres

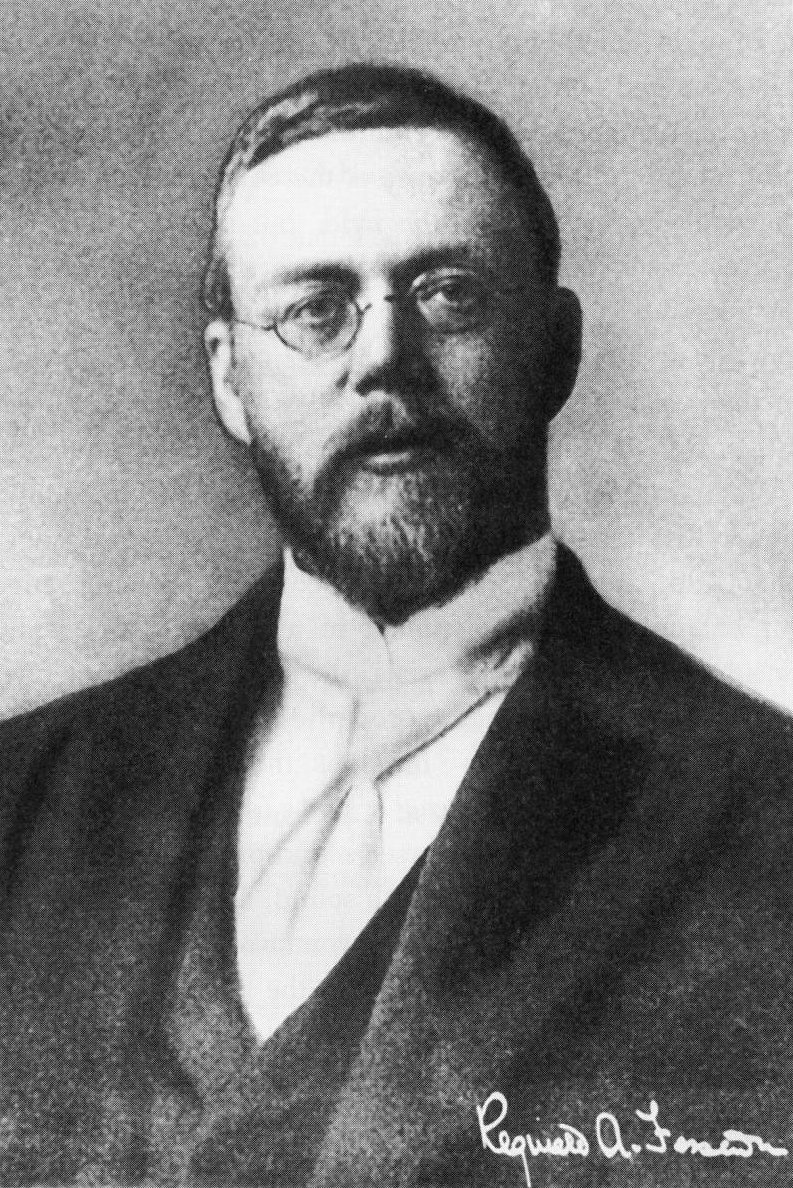
Reginald Fessenden en 1906

Parmi les personnalités ayant étudié au Collège Bishop's ou à l'Université Bishop's:
- Maude Abbott — spécialiste en cardiovasculaires congénitales et médecin
- Jim Corcoran - auteur-chanteur, animateur de radio
- Reginald Fessenden — inventeur
- Robert Ghiz — Premier ministre de l'Île-du-Prince-Édouard
- Michael Ondaatje — poète et écrivain
- Damian Pettigrew — auteur-réalisateur
- Francis Reginald Scott — poète, professeur québécois
- Larry Smith — président, Alouettes de Montréal
- Galt MacDermot — musicien

## Autres
Le 4 septembre 2014, Kevin Kwasny, ancien joueur universitaire de football canadien, dépose plainte et réclame plus de 9,2 millions de dollars canadiens à l’Université Bishop’s. Il réclame ce montant parce que les entraîneurs des Gaiters de l'Université Bishop's l'auraient obligé à jouer alors même qu'il présentait des symptômes de commotion cérébrale.
En 2021, l'université reçoit plusieurs dénonciations contre des agressions sexuelles sur le campus. La vague pousse l'établissement à faire des promesses de réglementations. En 2024, l’université crée un centre de soutien aux victimes d’agressions sexuelles situé dans la maison Cormier.